# Bomberman Quest
Bomberman Quest (ボンバーマンクエスト?) es un videojuego de rol de acción protagonizado por Bomberman, que tiene que derrotar a los monstruos y recoger objetos para derrotar a los cuatro jefes de cada área. Este juego fue lanzado para Game Boy Color el 24 de diciembre de 1998, siendo publicado por Hudson Soft en Japón y Electro Brain en América.